# Jedwabno
Jedwabno (Jedwabno in tedesco, Gedwangen dal 1938 al 1945) è un comune rurale polacco del distretto di Szczytno, nel voivodato della Varmia-Masuria.
Ricopre una superficie di 311,51 km² e nel 2004 contava 3 545 abitanti.
Comunità urbane e rurali:
| Nome polacco | Nome tedesco (fino al 1945)   | Nome polacco | Nome tedesco (fino al 1945)    | Nome polacco | Nome tedesco (fino al 1945)  |
| ------------ | ----------------------------- | ------------ | ------------------------------ | ------------ | ---------------------------- |
| Brajniki     | Braynicken                    | Kot          | Omulefofen                     | Piduń        | Schuttschenofen              |
| Burdąg       | Burdungen                     | Lipniki      | Lipnicken                      | Rekownica    | Rekownitza 1921-45 Großwalde |
| Czarny Piec  | Schwarzofen                   | Małszewo     | Malschöwen 1938-45 Malshöfen   | Szuć         | Schuttschen                  |
| Dębowiec     | Dembowitz 1935-45 Eichenau    | Narty        | Narthen                        | Waplewo      | Waplitz                      |
| Dłużek       | Dluszek 1932-45 Hartwigswalde | Nowe Borowe  | Neu Borowen 1938-45 Buschwalde | Warchały     | Warchallen                   |
| Dzierzki     | Dziersken 1936-45 Althöfen    | Nowy Dwór    | Neuhof                         | Witówko      | Ittowken 1938-45 Ittau       |
| Jedwabno     | Jedwabno 1938-45 Gedwangen    | Nowy Las     |                                | Witowo       | Ittowen 1927-45 Gittau       |